# Atoll K
Atoll K, ook bekend als Robinson Crusoeland en Utopia, is een Frans-Italiaanse film uit 1951. Het is de laatste film waarin het duo Laurel en Hardy samen te zien was. Verder speelt Suzy Delair een hoofdrol in de film. De regie was in handen van Léo Joannon.

## Verhaal
Laurel en Hardy zijn in een notariskantoor in Londen, waar Laurel op het punt staat een erfenis te krijgen van een rijke oom. Het merendeel van de erfenis wordt echter geïnd door de belastingen en andere instanties. Het enige wat Laurel overhoudt is een jacht en een privé-eiland in de Grote Oceaan. Vergezeld door een staatloze vluchteling en een verstekeling reizen de twee af naar het eiland.
Tijdens de reis doet de vluchteling dienst als kok op het schip. De verstekeling wordt betrapt wanneer het schip zonder brandstof komt te zitten, en Laurel en Hardy besluiten om het zeil te hijsen. Korte tijd later komt het schip in een zware storm terecht en zinkt. De groep kan ontkomen in een reddingsboot, maar belandt op een nog onbekend, grotendeels verlaten eiland. De enige andere persoon die ze er ontmoeten is een nachtclubzangeres, die op de vlucht is voor haar jaloerse verloofde; een marineluitenant.
De groep weet zich wonderbaarlijk goed te redden op het eiland, tot de verloofde van de zangeres arriveert en onthult dat het eiland rijk is aan uraniumerts. Dit nieuws trekt de aandacht van honderden mensen wereldwijd. Een grote chaos ontstaat, totdat een nieuwe storm het eiland doet zinken. Laurel en Hardy worden gered, en bereiken eindelijk Laurels eiland. Lang kunnen ze er niet van genieten, want ook dit eiland wordt hen afgenomen wegens onbetaalde belastingen.

## Rolverdeling
| Acteur          | Personage       |
| --------------- | --------------- |
| Stan Laurel     | Stan            |
| Oliver Hardy    | Ollie           |
| Suzy Delair     | Chérie Lamour   |
| Max Elloy       | Antoine         |
| Suzet Maïs      | Mrs. Dolan      |
| Adriano Rimoldi | Giovanni Copini |
| Luigi Tosi      | Lt. Jack Frazer |

## Achtergrond

### Productie
Sinds de late jaren 40 zaten Laurel en Hardy zonder nieuwe filmopdrachten. Daarom gaven ze theatershows in Europa, om zo een nieuw publiek te bereiken. Dit leverde hun een aantal filmopdrachten op met Europese filmmakers. Atoll K was hun laatste opdracht. De film werd geproduceerd met een budget van 1.5 miljoen dollar; een hoog bedrag voor die tijd.
De productie van Atoll K werd geteisterd door problemen. De film zou in 12 weken gefilmd moeten worden, maar de productie liep uit tot bijna een jaar. Allereerst was er op de set geregeld onenigheid over het scenario. Laurel was niet tevreden met de door Léo Joannon bedachte verhaallijn en wilde Alfred Goulding en Monty Collins inhuren om het script te herschrijven. Verder waren er veel communicatieproblemen op de set daar Laurel en Hardy beide geen Frans spraken, en Joannon maar erg slecht Engels sprak.
Laurels diabetes mellitus verergerde tijdens de productie. Bovendien liep hij colitis en dysenterie op, waarvoor hij zelfs naar het ziekenhuis moest. Volgens Laurels vrouw was de zorg in het ziekenhuis ver onder de maat, wat Laurels toestand verergerde. Door zijn verslechterde gezondheid kon Laurel vaak maar 20 tot 30 minuten per dag werken. Hardy kreeg ook gezondheidsproblemen, waaronder de griep. Verder raakte acteur Adriano Rimoldi zwaargewond toen hij van een jacht viel, en moest een maand herstellen voor de productie verder kon gaan.
De verhouding tussen Laurel en Hardy en Joannon verslechterde tijdens de productie. Volgens Laurel was Joannon incompetent als regisseur. Daarom werd de Amerikaanse filmregisseur John Berry erbij gehaald om de productie deels over te nemen. Hij werd hiervoor nooit op de aftiteling vermeld, daar hij in Amerika op de zwarte lijst van Hollywood was beland en de film mogelijk nooit in Amerika uitgebracht mocht worden als bekend werd dat Berry eraan mee had gewerkt.

### Uitgave en ontvangst
De bioscooppremière van Atoll K verliep ook niet zonder problemen. Er werden vier verschillende versies van de film in omloop gebracht, waaronder een 93-minuten durende Franstalige versie, een 97-minuten durende Italiaanstalige versie, een 96-minuten durende Engelstalige versie en een 82-minuten durende Amerikaanse versie.
De film kreeg overal vrijwel uitsluitend negatieve reacties.

### Huidige status
In de loop der jaren werden de meeste versies van de film uit de roulatie gehaald. Van de Engelstalige versie getiteld Robinson Crusoeland bestaan geen exemplaren meer. Ook de originele versie van Atollo K is mogelijk verloren gegaan. Van de Italiaanse versie is alleen een tot 83-minuten ingekorte versie nog in omloop. De Amerikaanse versie onder de titel Utopia bestaat nog wel, maar valt tegenwoordig in het publiek domein, waardoor er vele slechte kwaliteits-uitgaven van zijn verspreid. De originele Franstalige versie bestaat ook nog, maar is sinds 1996 niet meer officieel in omloop.
Eind 2011 kondigde de Frans-Duitse televisie-zender Arte een 'gerestaureerde, complete versie' van de allerlaatste film aan, afstammend van een in Amerika weer teruggevonden originele master. Deze print, niet meer vertoond sinds begin jaren 50, bevat de film in zijn meest complete vorm, die volgens de bekende gegevens maar 98 minuten duurt. Op 1 januari 2012 werd de film uitgezonden als een door Arte geclaimde 'internationale tv-première', waarbij de film tot een speelduur van 100 minuten is gekomen.